# Dany Dauberson
Dany Dauberson, születési nevén Suzanne Marguerite Renée Gauche (Le Creusot, 1925. január 16. - Marseille, 1979. március 16.) francia énekesnő és színésznő. Ő volt Franciaország egyik első képviselője az 1956-os Eurovíziós Dalfesztiválon Il est là c. dalával, eredményét azonban a mai napig nem lehet tudni.

## Fordítás
- Ez a szócikk részben vagy egészben  a   Dany Dauberson című francia Wikipédia-szócikk ezen változatának fordításán alapul.  Az eredeti cikk szerkesztőit annak laptörténete sorolja fel. Ez a jelzés csupán a megfogalmazás eredetét és a szerzői jogokat jelzi, nem szolgál a cikkben szereplő információk forrásmegjelöléseként.